# 톰 테일러

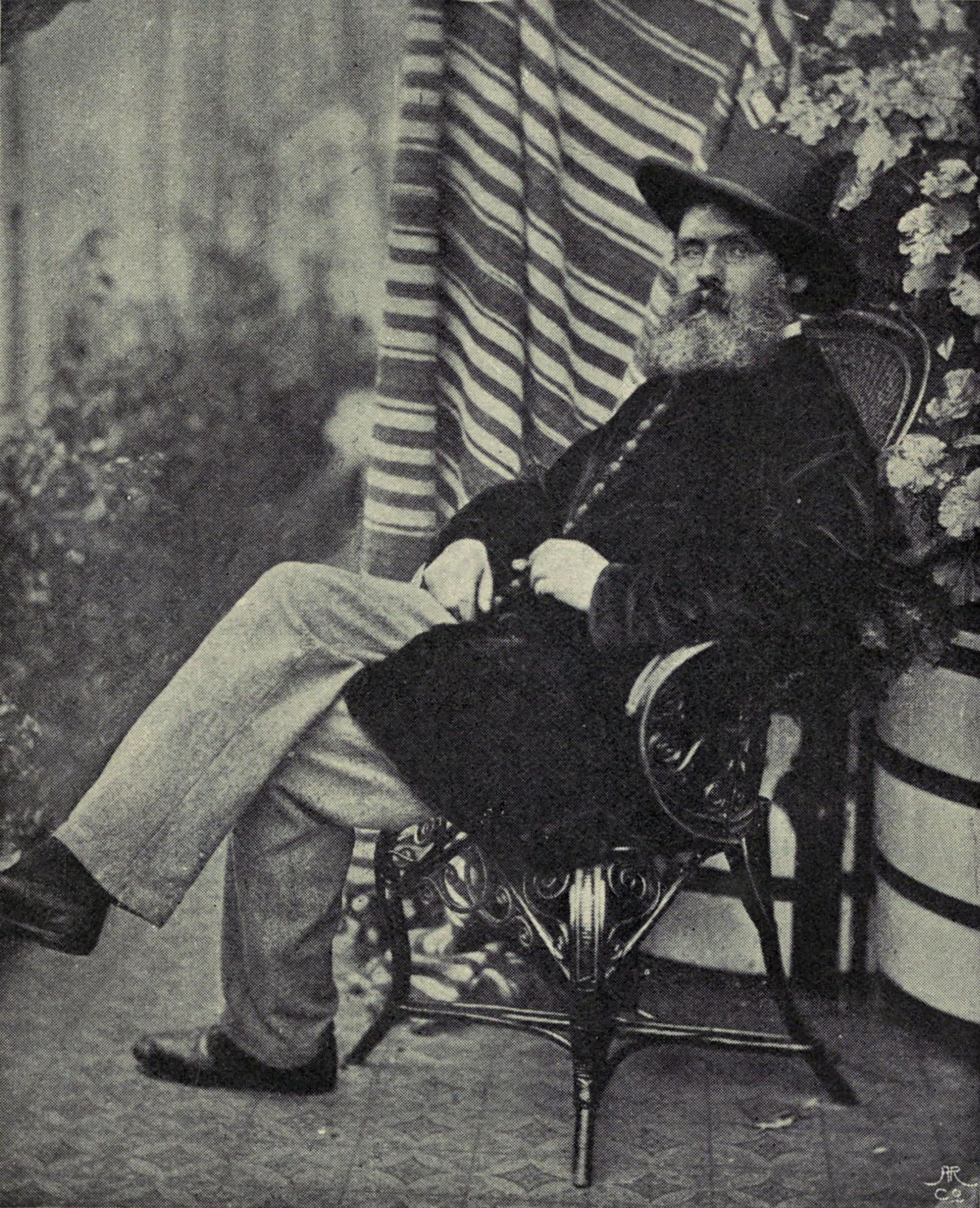
1863년 루이스 캐럴이 촬영한 톰 테일러의 모습

톰 테일러(영어: Tom Taylor, 1817년 10월 19일 ~ 1880년 7월 12일)는 잉글랜드의 극작가, 평론가, 전기 작가, 공무원이다.

## 생애
톰 테일러는 영국 북동부 선덜랜드 교외에 위치한 비숍웨어머스(Bishopwearmouth)에서 토머스 테일러(Thomas Taylor, 1769년 ~ 1843년)와 그의 아내인 마리아 조세피나 테일러(Maria Josephina Taylor, 혼전 성씨: 아널드(Arnold), 1784년 ~ 1858년) 부부의 둘째 아들로 태어났다. 그의 아버지는 컴벌랜드 지방에 위치한 작은 농장에서 노동자로 근무하기 시작했고 나중에 더럼에 위치한 부유한 양조장의 공동 소유자가 된다.
톰 테일러는 선덜랜드에 위치한 그랜지 학교(Grange School)를 졸업한 이후에 글래스고 대학교에서 2번의 수업을 받았다. 1837년에는 케임브리지 대학교 산하 트리니티 칼리지에 입학했고 1838년에는 고전 및 수학 학사 학위를 받으면서 대학교로부터 장학금을 받았다. 1842년에는 대학교 연구원으로 선출되었고 1843년에는 석사 학위를 받았다.
톰 테일러는 1844년 말에 케임브리지를 떠나 런던으로 이주했으며 1855년부터 1857년까지 그곳에서 대학 교수, 변호사, 공무원이라는 3가지 직업을 동시에 구사했다. 톰 테일러는 런던 대학교에서 영어영문학과 교수로 재직하면서 법정 변호사가 되기 위해 작가로서의 삶을 시작했고 1846년 11월에는 미들 템플 법학원에 입학하면서 교수 자리에서 물러나게 된다. 1850년에는 잉글랜드 웨일스 보건과로부터 서기관보로 임명되면서 공무원으로 근무하기 시작했고 1854년에는 비서로 승진했다. 톰 테일러는 1858년에 잉글랜드 웨일스 보건과가 폐지된 이후부터 1876년에 퇴직할 때까지 영국 내무부에서 근무했다.
톰 테일러는 런던으로 이주하면서부터 언론인으로도 활동했다. 특히 《모닝 크로니클》(The Morning Chronicle), 《데일리 뉴스》(The Daily News)의 논설 위원으로 활동하면서 많은 보수를 받았고 《타임스》(The Times), 《더 그래픽》(The Graphic)에서 미술 평론가로 활동하면서 막대한 수입과 명성을 얻었다. 톰 테일러는 1844년 10월 19일에 잡지 《펀치》에 기부금을 납부하면서 《펀치》와의 인연을 맺었고 1874년부터 1880년까지 《펀치》의 편집장을 역임했다. 그가 《펀치》에 게재한 기사들은 일반적으로 정치, 시민 사회 등에 관한 유머러스한 논평, 희극 시 형식을 띠고 있는 것이 특징이다.
톰 테일러는 최대 100여 편에 달하는 희곡을 집필한 극작가였다. 그의 희곡들은 대부분 프랑스의 연극을 각색한 작품들이 주를 이루고 있지만 희극에서 멜로드라마까지 다양한 장르를 망라한 것이 특징이다. 1852년에는 극작가 찰스 리드(Charles Reade)와 함께 희곡 《가면과 얼굴》(Masks and Faces)을 공동 발표했다.
1858년에는 희곡 《우리 미국인 사촌》(Our American Cousin)을 발표했다. 이 작품은 1865년에 미국의 에이브러햄 링컨 대통령이 암살되기 직전에 관람했던 연극 작품이기도 하다. 1880년 7월 12일에 런던에서 사망했으며 그의 시신은 런던 브롬프턴 묘지에 안치되었다.